# Ichneumon amator
Ichneumon amator är en stekelart som beskrevs av Rossi 1792. Ichneumon amator ingår i släktet Ichneumon och familjen brokparasitsteklar. Inga underarter finns listade i Catalogue of Life.